# Distretto di Ashburton

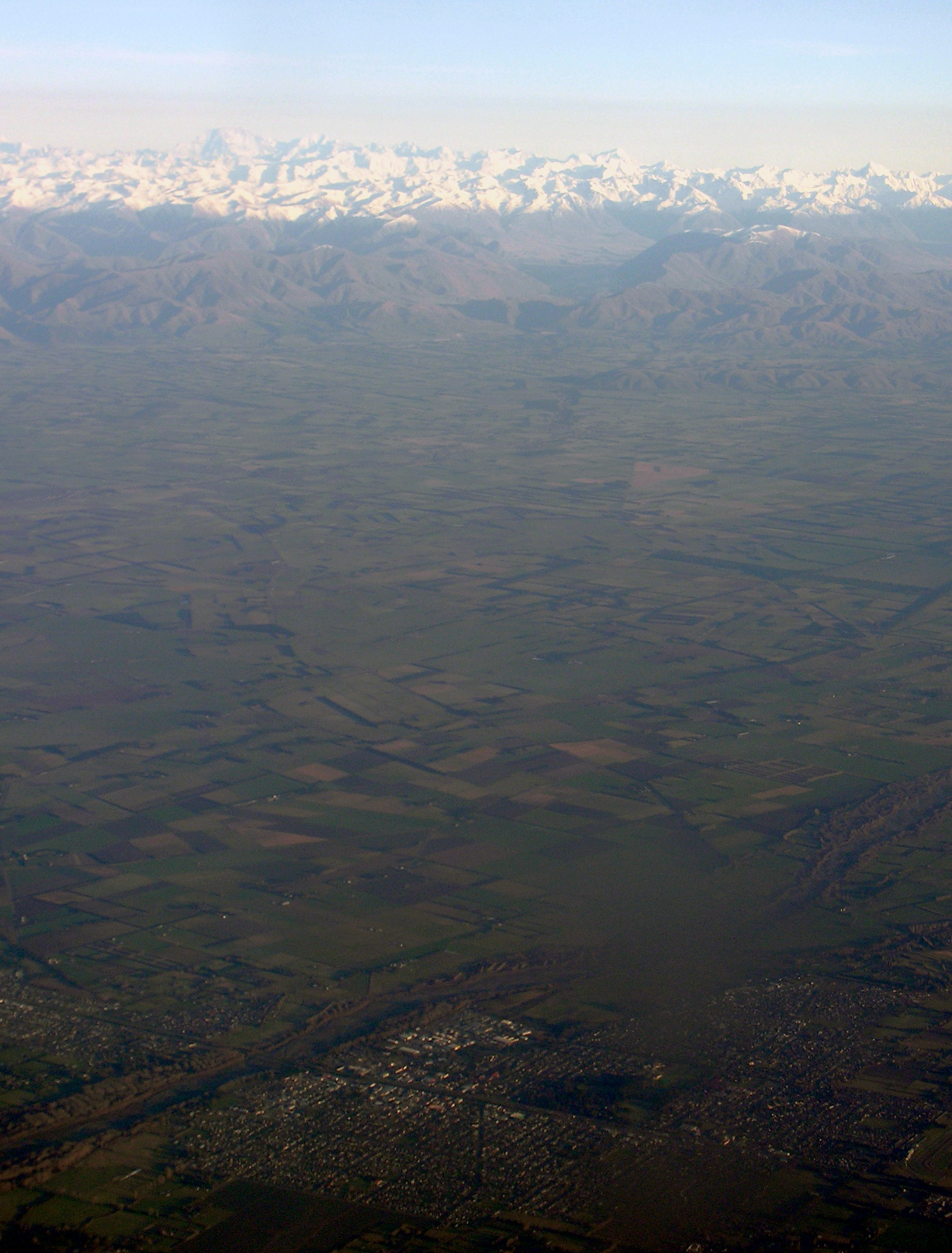
Una vista aerea di Ashburton, con le Alpi meridionali sullo sfondo

Il distretto di Ashburton è un'autorità territoriale della Nuova Zelanda che si trova entro i confini della regione di Canterbury, nell'Isola del Sud. La sede del Consiglio distrettuale si trova nella città di Ashburton, la terza della regione per dimensioni. Il nome māori della città è Hakatere.

## Storia
Ashburton venne battezzata così dal capitano  Joseph Thomas, in onore di Francis Baring, III barone Ashburton, un membro della Canterbury Association (società creata nel XIX secolo per promuovere la colonizzazione dell'Isola del Sud). Oggi viene etichettata, per ironica antifrasi, con il nomignolo di Ashvegas (con riferimento a Las Vegas) per la fama di conservatorismo dei suoi residenti e la mancanza di vita notturna della città. 

## Economia
Il Distretto è prettamente agricolo, dedito soprattutto all'allevamento e all'industria ad esso collegata. Oltre a ciò, Ashburton è la sede dell'unica azienda neozelandese produttrice di autobus, la Designline, e della più grande azienda produttrice di telai del mondo, la Ashford's.